# Magyarlak
Magyarlak è un comune dell'Ungheria di 781 abitanti (dati 2001). È situato nella contea di Vas.